# Красный Угол (посёлок, Владимирская область)
Красный Угол — посёлок в Киржачском районе Владимирской области России, входит в состав Филипповского сельского поселения.

## География
Посёлок расположен в 9 км на юг от центра поселения села Филипповское и в 21 км на юго-запад от Киржача, в 2 км от деревни Красный Угол.

## История
Образован после Великой Отечественной войны как посёлок торфоучастка Красный Угол, через посёлок проходила узкоколейная железная дорога Электрогорского торфопредприятия. Посёлок входил в состав Зареченского сельсовета Киржачского района, с 2005 года — в составе Филипповского сельского поселения.

## Население
| 2002 | 2010 | 2021 |
| ---- | ---- | ---- |
| 0    | →0   | →0   |